# Phaseolodes grande
Phaseolodes grande là một loài thực vật có hoa trong họ Đậu. Loài này được (E. Mey.) Kuntze miêu tả khoa học đầu tiên năm 1891.